# Dokonalé číslo

Přirozená čísla od 1 do 40 a hodnoty součtů jejich dělitelů s(n); dokonalá čísla (6 a 28) znázorněna červeně

Dokonalé číslo je v matematice označení pro číslo, u kterého platí, že je součtem všech svých dělitelů (kromě sebe samotného). Například číslo 6 má dělitele 1, 2, 3 a platí, že 1 + 2 + 3 = 6. Dalšími takovými čísly jsou ještě např. 28, 496, 8128. Tato čtyři dokonalá čísla byla známa již ve starověkém Řecku. Dnes je zatím známo celkem 52 dokonalých čísel, z nichž největší 2136 279 840 × (2136 279 841 − 1) s 82 048 640 číslicemi v dekadickém zápise.

## Sudá dokonalá čísla
Eukleidés zjistil, že první čtyři dokonalá čísla jsou ve tvaru 2p−1(2p − 1):
pro p = 2:   21(22 − 1) = 6
pro p = 3:   22(23 − 1) = 28
pro p = 5:   24(25 − 1) = 496
pro p = 7:   26(27 − 1) = 8128.
Všimněme si, že ve všech těchto případech je 2n − 1 prvočíslo. Eukleidés dokázal, že vzorec 2n−1(2n − 1) dává dokonalé číslo vždy, když 2n − 1 je prvočíslo.
Antičtí matematici vytvořili mnoho domněnek o dokonalých číslech, které se zakládaly na vlastnostech jim známých čtyř dokonalých čísel. Většina těchto domněnek byla ovšem později vyvrácena. Jednou z těchto domněnek byl například předpoklad, že jelikož pro první čtyři dokonalá čísla je n rovno 2, 3, 5 a 7, což jsou první čtyři prvočísla, tak páté dokonalé číslo nastane v případě n = 11. Nicméně 211 − 1 = 2047 = 23 × 89 prvočíslem není, a tak n = 11 dokonalé číslo nedává. Další dvě chybné domněnky byly např. tyto:
- Páté dokonalé číslo bude mít v dekadickém zápise 5 cifer, neboť první čtyři dokonalá čísla mají postupně 1, 2, 3 a 4 cifry
- Na pozici poslední číslice dokonalých čísel se postupně střídají 6, 8, 6, 8

Páté dokonalé číslo ({\displaystyle 33550336=2^{12}(2^{13}-1)}) má 8 cifer, a to vyvrací první domněnku. Co se týče druhé, pak páté dokonalé číslo skutečně končí šestkou, ale šesté (8 589 869 056) zrovna tak. Dá se celkem jednoduše dokázat, že poslední číslice každého sudého dokonalého čísla musí být buď 6, nebo 8.
Aby {\displaystyle 2^{n}-1} bylo prvočíslo, je nezbytné, nikoliv však dostačující, aby {\displaystyle n} bylo taktéž prvočíslo. Prvočísla tvaru 2n − 1 jsou známá jako Mersennova prvočísla, po mnichovi ze 17. století Marinu Mersennovi, který se zabýval teorií čísel a dokonalými čísly.
O více než tisíciletí po Eukleidovi byl Ibn al-Haytham kolem roku 1000 přesvědčen, že každé sudé dokonalé číslo je tvaru 2n−1(2n − 1) kde 2n − 1 je prvočíslo, ale nebyl schopný to dokázat. Až v 18. století Leonhard Euler dokázal, že vzorec 2n−1(2n − 1) dává všechna sudá dokonalá čísla. Existuje tu tedy přímý vztah jedna k jedné mezi sudými dokonalými čísly a Mersennovými prvočísly. O tomto výsledku se někdy mluví jako o Eukleidovu-Eulerovu teorému. K únoru 2019 bylo známo jen 51 Mersennových prvočísel, což znamená, že známe taktéž 51 dokonalých čísel (lichá dokonalá čísla neznáme – viz níže). Největší z nich je 243 112 608 × (243 112 609 − 1) s 25 956 377 ciframi.
Prvních 39 sudých dokonalých čísel (posloupnost A000043 v OEIS): 2n−1(2n − 1) pro
n = 2, 3, 5, 7, 13, 17, 19, 31, 61, 89, 107, 127, 521, 607, 1279, 2203, 2281, 3217, 4253, 4423, 9689, 9941, 11213, 19937, 21701, 23209, 44497, 86243, 110503, 132049, 216091, 756839, 859433, 1257787, 1398269, 2976221, 3021377, 6972593, 13466917.
Dalších 7 poté odpovídá hodnotám n = 20996011, 24036583, 25964951, 30402457, 32582657, 37156667, 43112609. Není známo, jestli se některá další nacházejí mezi nimi.
Stále také není vyřešena otázka, zda existuje nekonečně mnoho Mersennových prvočísel, a tedy i sudých dokonalých čísel. Hledání Mersennových prvočísel je cílem internetového projektu GIMPS (Great Internet Mersenne Prime Search), do kterého je se svými osobními počítači zapojeno mnoho dobrovolníků z celého světa.
Jelikož každé sudé dokonalé číslo je tvaru 2n−1(2n − 1), je taktéž trojúhelníkovým číslem. To znamená, že se rovná součtu všech přirozených čísel až k nějakému bodu; v našem případě 2n − 1. Navíc každé sudé dokonalé číslo s výjimkou prvního se dá vyjádřit jako součet třetích mocnin nějakých lichých čísel:
{\displaystyle 6=2^{1}(2^{2}-1)=1+2+3,\,}
{\displaystyle 28=2^{2}(2^{3}-1)=1+2+3+4+5+6+7=1^{3}+3^{3},\,}
{\displaystyle 496=2^{4}(2^{5}-1)=1+2+3+\cdots +29+30+31=1^{3}+3^{3}+5^{3}+7^{3},\,}
{\displaystyle 8128=2^{6}(2^{7}-1)=1+2+3+\cdots +125+126+127=1^{3}+3^{3}+5^{3}+7^{3}+9^{3}+11^{3}+13^{3}+15^{3}.\,}
Sudá dokonalá čísla (kromě 6) dávají po dělení 9 zbytek 1. To se dá definovat také následovně: sečtěme všechny číslice nějakého sudého přirozeného čísla, poté to samé udělejme s tímto výsledkem atd., dokud nedostaneme jedinou cifru – a ta bude vždy rovna 1. Tento postup nazýváme ciferací. Vezměme např. čtvrté dokonalé číslo – 8128: poté 8 + 1 + 2 + 8 = 19, 1 + 9 = 10, a 1 + 0 = 1.

## Lichá dokonalá čísla
Dodnes není známo, zda existují také nějaká lichá dokonalá čísla. Bylo získáno již mnoho rozličných poznatků, ale žádný z nich dosud nepomohl liché dokonalé číslo najít, či vyřešit, zda vůbec existují. Carl Pomerance prezentoval heuristický argument, že žádná lichá dokonalá čísla neexistují. Stejně tak existuje domněnka, že neexistují žádná lichá Oreova čísla (kromě jedné). Pokud by se ukázala jako pravdivá, vyplývala by z toho i neexistence lichých dokonalých čísel.
Nicméně pokud by liché dokonalé číslo N existovalo, pak by muselo vyhovovat následujícím podmínkám:
- N > 10300. V současné době se výzkum zabývá důkazem N > 10500.[2]
- N musí být tvaru

{\displaystyle N=q^{\alpha }p_{1}^{2e_{1}}\ldots p_{k}^{2e_{k}},}
kde:
- q, p1, …, pk jsou různá prvočísla (Euler).
- q ≡ α ≡ 1 (mod 4) (Euler).
- Nejmenší prvočíselný dělitel N je menší než (2k + 8) / 3 (Grün 1952).
- Vztah {\displaystyle e_{1}\equiv e_{2}\equiv \ldots \equiv e_{k}\equiv 1} (mod 3) nesmí platit (McDaniel 1970).
- Také není qα > 1020 nebo {\displaystyle p_{j}^{2e_{j}}} > 1020 pro nějaké j (Cohen 1987).
- {\displaystyle N<2^{4^{k+1}}} (Nielsen 2003).

- Největší prvočíselný dělitel N je větší než 108 (Takeshi Goto a Yasuo Ohno, 2006).
- Druhý největší prvočíselný dělitel je větší než 104 a třetí největší prvočíselný dělitel je větší než 100 (Iannucci 1999, 2000).
- N má nejméně 75 číselných dělitelů a minimálně 9 různých prvočíselných dělitelů. Pokud číslo 3 není dělitelem N, pak N má nejméně 12 různých prvočíselných dělitelů (Nielsen 2006; Kevin Hare 2005).

- Pokud {\displaystyle e_{i}} ≤ 2 pro každé i
  - Nejmenší prvočíselný dělitel N je nejméně 739 (Cohen 1987).
  - α ≡ 1 (mod 12) nebo α ≡ 9 (mod 12) (McDaniel 1970).

V roce 1888 anglický matematik James Joseph Sylvester prohlásil:
| „ | …dlouhotrvající přemýšlení o problému mě přesvědčilo, že existence nějakého lichého dokonalého čísla – jeho vyváznutí, abychom tak řekli, ze složité pavučiny podmínek, které ho svírají ze všech stran – by byl skoro zázrak. | “ |

## Částečné výsledky
Sudá dokonalá čísla mají pevně stanovený tvar; lichá dokonalá by byla mimořádná, pokud by existovala. Existuje množství výsledků ohledně dokonalých čísel, které není těžké dokázat, nicméně jsou na pohled působivé:
- Liché dokonalé číslo není dělitelné 105 (Kühnel 1949).
- Každé liché dokonalé číslo musí být tvaru 12m + 1 nebo 36m + 9 (Touchard 1953; Holdener 2002)
- Převrácené hodnoty dělitelů dokonalého čísla musí dávat součet 2:
  - Např. pro 6: {\displaystyle 1/6+1/3+1/2+1/1=2};
  - Pro 28 pak: {\displaystyle 1/28+1/14+1/7+1/4+1/2+1/1=2}, atd.
- Počet dělitelů dokonalého čísla (ať už sudého či lichého) musí být vždy sudý, neboť dokonalé číslo nemůže být druhou mocninou.
  - Z těchto dvou poznatků vyplývá, že každé dokonalé číslo je zároveň Oreovo harmonické číslo.

## Související pojetí
Součet všech kladných dělitelů přirozených čísel dává různé jiné druhy čísel. Čísla, kde součet jejich dělitelů je menší než číslo samotné, se nazývají deficientní, naopak ta, kde součet dělitelů je větší, jsou nazývána abundantní. Tyto termíny, společně s dokonalým číslem, pocházejí z řecké numerologie. Dvojice čísel, kde jedno je vždy součtem dělitelů druhého, se nazývá spřátelená čísla.